# An Acrobat's Heart
An Acrobat's Heart is het enige album dat Annette Peacock zelf heeft opgenomen voor ECM Records. Zoals wel vaker bij albums van ECM het geval is, is er geen bepaalde stijl aan te geven. In dit geval betreft het de zangeres, pianiste en componiste Peacock begeleid door het Cikada Strijkkwartet. Dat strijkkwartet is gespecialiseerd in moderne muziek en dan zit je bij Peacock, als pionier op muziekgebied, op de juiste plaats. Het album is opgenomen in de Rainbow Studio o.l.v. Jan Erik Kongshaug. Overigens is op diverse albums van ECM muziek van Annette Peacock te horen, dan alleen als componiste.

## Composities
1. Mia's proof
2. Tho
3. weightless
4. Over
5. as long as now
6. u slide
7. b 4 u said
8. The heart keeps
9. ways is isn't
10. Unspoken
11. Safe
12. Free the memory
13. ,ever 2 b gotten.
14. Camille
15. Lost at Last

(verdeling hoofdletters van de componiste)